# La dama del velo
La dama del velo es una película dramática mexicana de 1949 dirigida por Alfredo B. Crevenna y protagonizada por Libertad Lamarque, Armando Calvo, Ernesto Alonso y Bárbara Gil. Esta película marca el debut cinematográfico de la actriz Bárbara Gil. La dirección de arte de la película fue a cargo de Jesús Bracho.
Esta película es la primera de las cinco producciones que Lamarque realizó con Crevenna, siendo seguida por Otra primavera (1950), Huellas del pasado (1950), La mujer sin lágrimas (1951), y Si volvieras a mí (1954).

## Argumento
Andrea del Monte (Libertad Lamarque) es una cantante que se enamora de Esteban Navarro (Armando Calvo), un actor fracasado, alcohólico y casado. En un arrebato, Esteban mata a su esposa. Sin poder renegar de sus sentimientos, Andrea decide acudir a la prisión a visitar a Esteban, pero consciente del riesgo que corre su reputación en semejante acto, utiliza un velo para ocultar su identidad. El abogado defensor de Esteban, Cristóbal (Ernesto Alonso), desea averiguar quien es esa misteriosa dama.

## Reparto
- Libertad Lamarque como Andrea del Monte.
- Armando Calvo como Esteban Navarro.
- Ernesto Alonso como Lic. Cristóbal Gómez Peña.
- José Baviera como Fiscal.
- Bárbara Gil como Lolita - Laura Camarena.
- Tana Lynn como Teresa.
- Juan Pulido como Director de escuela.
- Miguel Córcega como Víctor Gómez Peña.
- María Gentil Arcos como Asistente de Andrea.
- José María Pedroza
- Armando Velasco como Detective de policía.
- Héctor López Portillo como Mesero.
- Ignacio Peón como Juez.
- Joaquín Roche como Carcelero.
- Héctor Mateos como Mozo.
- Carmen Cabrera como Esposa del ministro (no acreditado).
- Enrique Carrillo como Policía (no acreditado).
- Julio Daneri como Señor ministro (no acreditado).
- Irma Dorantes como Invitada a fiesta (no acreditada).
- Pedro Elviro como Hombre en corte (no acreditado).
- José Escanero como Juez de tribunal de menores (no acreditado).
- Leonor Gómez como Mujer en corte (no acreditada).
- Ana María Hernández como Invitada a fiesta (no acreditada).
- Ismael Larumbe (no acreditado).
- Margarito Luna como Miembro del jurado (no acreditado).
- Consuelo Monteagudo como Invitada a fiesta (no acreditada).
- Salvador Quiroz como Empresario (no acreditado).
- Hernán Vera (no acreditado).

## Producción
El rodaje de la película tuvo lugar en los Estudios Churubusco. Lamarque grabó la música y canciones de la película tras reponerse de una afección en la garganta.